# ヨハン・シャイン

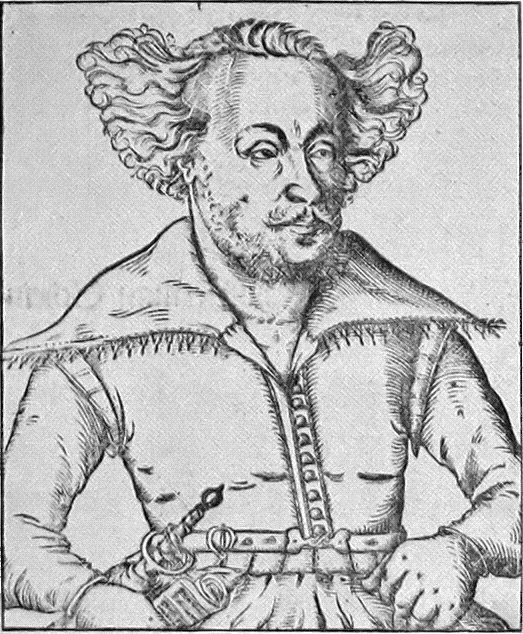
ヨハン・ヘルマン・シャイン

ヨハン・ヘルマン・シャイン（ドイツ語: Johann Hermann Schein, 1586年1月20日 - 1630年11月19日）は、17世紀ドイツの作曲家。同時代に音楽を築いたハインリヒ・シュッツとザムエル・シャイトと合わせて、ドイツ・バロックの3Sと呼ばれる。

## 生涯
グリュンハイン生まれ。父の死をきっかけにドレスデンへ移り、同地でザクセン選帝侯の聖歌隊にボーイソプラノとして参加した。シャインは聖歌隊員として歌うのと同時に、その並外れた才能を見抜いた宮廷楽長のRogier Michaelに音楽教育を受けた。彼は1603年から1607年にかけてプフォルタ校（Pforta）で勉強し、その後1608年から1612年までライプツィヒ大学に通い、ここでは一般教養に加えて法学も勉強した。卒業後、シャインはすぐにゴットフリート・フォン・ヴォルファースドルフ（Gottfried von Wolffersdorff）邸に音楽教師として雇われた。その後彼はヴァイマルの宮廷楽長となり、それから間もない1615年にライプツィヒで聖トーマス教会のトーマスカントルの地位につき、同時にライプツィヒ市音楽監督となる。シャインは残りの生涯にわたってこの地位にあった（およそ1世紀後にヨハン・ゼバスティアン・バッハがこの地位に就任している）。
87歳と長生きであった友人のハインリヒ・シュッツと異なり、シャインは生涯にわたり病気に苦しめられ、幸福で長い生涯を送ることが出来なかった。彼の妻は子供の出産時に亡くなり、5人いた彼の子供のうち4人が幼少期に亡くなっている。シャイン自身も、結核・痛風・壊血病および腎臓の病気を患った末、44歳で死去している。

## 特徴
シャインは、イタリア・バロックの新機軸—モノディ、コンチェルタート様式、通奏低音—を理解し、それらをドイツのルター派の文脈に効果的に用いた最初の人物のひとりである。シュッツが少なくとも一度はイタリアに旅行したことがあるのに対し、シャインは生涯をドイツで過ごしており、それでいて驚くべきことにイタリアの形式を理解しているのである。彼の作曲した初期のコンチェルタート様式の音楽は、当時ドイツで書物として用意することが可能であったヴィアダーナの「Cento concerti ecclesiastici」をモデルとしている様子が見受けられる。
ほとんど宗教音楽しか作らなかったシュッツとは異なり、シャインは宗教音楽と世俗音楽をほぼ同じくらい作曲し、ほぼ全てが歌曲である。シャインの世俗歌曲は、その歌詞全てを自らが執筆している。生涯を通じて、シャインは宗教音楽と世俗音楽の曲集を交互に出版していた。これは、彼が早期に、礼拝のための音楽と社交的な集まりのための音楽を交互に出そうと決心していたためである。この二種類の音楽の違いは極めて顕著である。彼の宗教音楽の一部がイタリアの祈祷用マドリガーレにみられる洗練された技術を用いているのに対して、世俗音楽では酒宴歌にみられる驚くべき単純さとユーモアが用いられている。シャインの作品のいくつかは強烈な表現力をもっており、当時のドイツではそれに匹敵するものはシュッツの作品のみであった。例えば、壮観な「イスラエルの泉」（1623年）に関して、シャインはドイツのワード・ペインティングの可能性を「イタリアのマドリガーレの形式を用いて」使い切ろうとする意志を言明している。
おそらくシャインの最も有名な音楽集は、唯一の器楽集である「音楽の饗宴」（Banchetto musicale, 1617年）であろう。この曲集には20の独立した変奏組曲が含まれており、それらはこの形式としては最初期にして最も完璧な代表作とされる。おそらくこれらの曲はヴァイセンフェルスやヴァイマルの宮廷における晩餐のための音楽として作曲され、ヴィオールによって演奏されることを意図していたと思われる。この曲集にはダンス音楽も含まれている：パヴァン - ガイヤルド（バロック音楽初期によく見られた組み合わせ）、クーラント、アルマンド - トリプラといった構成である。「音楽の饗宴」に収録された組曲は、様式および主題によって統一されている。

## 主作品
- 音楽の饗宴 (1617)
- オペラ・ノヴァ(1618)
- イスラエルの泉(1623)